# Fichtelberg (trampolino)
Il Fichtelberg (nome ufficiale in tedesco: Fichtelbergschanzen, "trampolini del Fichtelberg") è un trampolino situato a Oberwiesenthal, in Germania.

## Storia
Aperto nel 1938 in sostituzione dello smantellato Schönjungferngrund e più volte ristrutturato, l'impianto ha ospitato varie edizioni dei Campionati tedeschi orientali di sci nordico e alcune tappe della Coppa del Mondo di salto con gli sci e della Coppa del Mondo di combinata nordica.

## Caratteristiche
Il trampolino ha il punto K a 95 m; il primato di distanza appartiene al tedesco Dominik Mayländer (108,5 m nel 2014) e quello femminile alla slovena Ema Klinec(105,5 m nel 2011). Il complesso è attrezzato anche con salti minori K64, K51, K36, K15 e K9.